# Cleruchie

Atheense cleruchieën bij het begin van de Peloponnesische Oorlog (431 v.Chr.).

Cleruchie (Oudgrieks: κληρουχία / klêrouchía) is in het oude Griekenland de naam voor de typisch Atheense vorm van militaire kolonisatie, waarbij Attische burgers als een soort bezettingsmacht naar een onderworpen gebied werden gestuurd en daar een stuk staatsland (κλήρος) in erfpacht ontvingen.
Deze cleruchen behielden hun Attische burgerrechten en vormden binnen de kolonie een eigen gemeente naar Atheens voorbeeld. Omdat velen zich door deze vorm van bezitsverwerving vanuit de klasse der bezitlozen konden opwerken op de sociale ladder, vertoonde deze instelling naast een militair ook een sociaal-economisch aspect. Bij de aanvang van de Peloponnesische Oorlog telde Athene ca. 10.000 van zulke cleruchen.
Overzicht van de belangrijkste Atheense cleruchieën:
- sinds 509 v.Chr. op Salamis
- sinds 506 v.Chr. in de buurt van Chalcis (Euboea)
- sinds ± 500 op de eilanden Lemnos en Imbros
- sinds ± 475 op Skyros
- sinds ± 450 op de eilanden Naxos en Andros, en op de Thracische Chersonesos
- sinds 437 in Amphipolis
- sinds 431 op Aegina
- sinds 427 in Mytilene (Lesbos)
- sinds 416 op Melos (Milos)

Al deze cleruchieën gingen tijdens of aan het einde van de Peloponnesische Oorlog voor Athene verloren, maar aan het begin van de 4e eeuw v.Chr. kwamen Lemnos, Imbros en Skyros opnieuw in Atheens bezit, en bleven Atheens tot in de Romeinse tijd.
 Portaal Oudheid · Athene · Geschiedenis van Griekenland · Geschiedenis van Athene